# Pierre Alphonse Laurent
Pierre Alphonse Laurent (Parigi, 18 luglio 1813 – Parigi, 2 settembre 1854) è stato un matematico francese conosciuto per la scoperta delle serie di Laurent, un'espansione di funzioni in serie di potenze che generalizza le serie di Taylor. I suoi risultati sono contenuti in una memoria inviata nel 1843 per il Grand Prix dell'Accademia francese delle scienze, ma siccome la sua candidatura fu ritenuta tardiva, l'articolo non partecipò mai alla gara, e i suoi scritti furono pubblicati postumi.